# Спеціалізована загальноосвітня школа № 3 (Горішні Плавні)
Спеціалізована загальноосвітня школа І-ІІІ ступенів № 3 імені В. О. Нижниченка з поглибленим вивченням предметів суспільно-гуманітарного циклу Горішньоплавнівської міської ради Полтавської області — школа в Україні, у місті Горішні Плавні на Полтавщині. Кількість учнів становить 1092 осіб, 40 класів. Кількість учителів — 84. Директор — Сень Ольга Олексіївна.

## Історія
Навчальний заклад було засновано як школу № 3;28 (1973).
Перший директор — ветеран Великої Вітчизняної війни, кандидат педагогічних наук — Масний Василь Дмитрович. Пізніше навчальний заклад стає школою № 3 (1983), а потім отримує статус гімназії (1991), експериментального майданчика МОН України.
Рішенням Комсомольської міської ради від 27.01.2000 р. гімназії присвоєно ім'я Віктора Олексійовича Нижниченка, Почесного громадянина міста Комсомольська, колишнього керуючого трестом «Кременчукрудбуд», під керівництвом якого збудована значна частина міста та Полтавського ГЗК.
Рішенням виконкому Комсомольської міської ради Полтавської області від 16.06.2015 року гімназію було перейменовано на спеціалізовану загальноосвітню школу І-ІІІ ступенів № 3 імені В. О. Нижниченка з поглибленим вивченням предметів суспільно-гуманітарного циклу Комсомольської міської ради Полтавської області.
За час існування навчального закладу з його стін було випущено 9430 учнів: із яких 289 — отримало свідоцтво з відзнакою, 291 — золоту, а 47 — срібну медалі.

## Персоналії

### Випускники
- Ольга Чубарева — оперна співачка, заслужена артистка України;
- Валерій Хоруженко — чемпіон Європи та світу з кікбоксингу;
- Едуард Вірлінгер — дизайнер Мінського будинку моделей;
- Олег Мазонка — докторант аспіратури Варшавського інституту ядерної фізики;
- Анна Охота — чемпіонка Європи з жіночого боксу.

### Директори
Перший директор Василь Дмитрович Масний, ветеран Великої вітчизняної війни, кандидат педагогічних наук.
З 1983 року — школу очолює директор Кордулян Василь Петрович.
З 1985 року — Раїса Анатоліївна Рют.
З 1997 року — математик за фахом, депутат обласної Ради М. І. Заславець.
У 2005—2016 роках — Полобок Лідія Василівна, відмінник освіти, переможець Всеукраїнських конкурсів «100 кращих керівників України — 2007» та «Директор ХХІ століття».
У 2016-2023 роках — Сень Ольга Олексіївна.
З 2023 року - Шахман Інна Віталіївна

### Вчителі
Колектив школи має талановитих педагогів, працю яких було високо оцінено державою.
- Урода В. М. працює в школі з часу її заснування (1973 р.), заступник директора, учитель-методист, нагороджена знаком «Відмінник освіти України», Орденом Трудової Слави ІІІ ступеня (1986).
- Волкова М. І. — пропрацювала в школі № 3 36 років, учитель-методист зарубіжної літератури, нагороджена знаком «Відмінник народної освіти», медаллю А. С. Макаренка (1984), знаком «Вдячність громади міста Комсомольська».
- Тормасінова І. В. — учитель української мови та літератури, заслужений учитель України (2009).

## Сучасність
На сьогодні у школі працюють 84 вчителі. Із них:
- заслужений учитель України — 1;
- учитель вищої категорії — 46;
- учитель-методист — 24;
- старші вчителі — 8;
- Відмінник освіти України — 21;
- учителі першої кваліфікаційної категорії — 8;
- учитель другої кваліфікаційної категорії — 7;
- учителі-спеціалісти — 12;
- переможці міського конкурсу «Учитель року» — 21;
- переможці обласного конкурсу «Учитель року» — 2.

Уже понад 20 років у гімназії діє МАМ (мала академія мистецтв), яка дає можливість розвиватися дитячій творчості за різними жанрами. Її члени є переможцями конкурсів обласного та Всеукраїнського рівнів.
У закладі діють:
- зразковий меморіальний музей В. О. Нижниченка,
- гуртки естетичного спрямування — студія «Вокал-Плюс»,
- еколого-народознавчий клуб «Джерело»,
- театральний колектив «Фантазія»,
- хор хлопчиків,
- оркестр народних інструментів,
- ансамбль естрадного танцю «Грація»,
- гуртки просвітницького спрямування «Народний оберіг», «Допоможи собі сам», «Рівний-рівному», «Ким бути», «Віртуальний світ».

У школі для старшокласників, згідно ліцензії, діє система професійної підготовки за професіями: оператор комп'ютерного набору, фотограф (фотороботи), гувернер, секретар керівника (підприємства, організації, установи).
Навчальний заклад є учасником Всеукраїнських та регіонального експериментів:
- «Проектування особистісно-розвивального змісту навчально-виховного процесу» (науковий керівник Киричук В. О., кандидат педагогічних наук, доцент кафедри психології ЦІППО АПН, м. Київ). За роки діяльності в експерименті створено систему виховної роботи на засадах особистісно орієнтованого підходу, спрямовану на соціалізацію учнів, врахування потенційних можливостей кожного індивіда, утвердження його як особистості, включення в активне суспільне життя навчального закладу, міста, держави.
- «Формування загальнокультурних компетентностей учнів основної та середньої школи в процесі викладання інтегрованих курсів „Мистецтво в 1-8 класах“» (науковий керівник Масол Л. М., кандидат педагогічних наук, завідувачка лабораторії естетичного виховання Інституту проблем виховання АПН, м. Київ).
- "Вибір успішної професії (науковий керівник Побірченко Н. А., доктор психологічних наук, професор, завідувач відділу профорієнтації та психології професійного розвитку інституту педагогічної освіти й освіти дорослих НАПН України; координатор Самойленко Г. Е., методист вищої категорії відділу інноваційної діяльності та дослідно-експериментальної роботи інституту інноваційних технологій і змісту освіти МОН, молоді та спорту України).
- «Фінансова грамотність учнів 10 класів» (керівник Ніколенко О. О., учитель географії).

Спеціалізовану загальноосвітню школу І-ІІІ ступенів № 3 імені В. О. Нижниченка було включено в книгу Пошани «Флагмани освіти Полтавщини» (2006); навчальний заклад є переможцем на Всеукраїнському конкурсі «100 кращих шкіл України» в номінації «Школа успіху»; у 2008 році навчальний заклад включено до альманаху «Флагмани сучасної освіти України — 2008» та до книги «Обдарована молодь України» під егідою Міністерства у справах сім'ї, молоді та спорту, Всеукраїнської молодіжної громадської організації «Союз обдарованої молоді».